# Piotr Kusznieruk
Piotr Kusznieruk (ur. 25 lipca 1970) – polski naukowiec, wydawca prasy i działacz polityczny, rektor Warszawskiej Akademii Medycznej Nauk Stosowanych.

## Życiorys
W 1995 ukończył studia magisterskie na Politechnice Białostockiej, na kierunku automatyka i robotyka. Do 2006 pracował w białostockim oddziale TVP jako kierownik realizacji i produkcji. Później przeszedł do centrali TVP w Warszawie. W 2017 w Wyższej Szkole Menadżerskiej w Legnicy uzyskał tytuł magistra prawa. W 2022 Uniwersytet Jana Kochanowskiego w Kielcach nadał mu stopień doktora nauk prawnych w specjalności prawo konstytucyjne na podstawie rozprawy pt. „Autonomia uczelni wyższych w świetle prawa Unii Europejskiej oraz praktyki wybranych państw członkowskich”. Jego promotorem był prof. Jerzy Jaskiernia.
Jest wydawcą „Dziennika Trybuna” – polskiego dziennika o profilu lewicowym, będącego kontynuacją zawieszonej w grudniu 2009 „Trybuny”. Piastował stanowisko kanclerza w Wyższej Szkole Handlu i Finansów Międzynarodowych im. Fryderyka Skarbka w Warszawie. Od 2018 jest zatrudniony w Warszawskiej Akademii Medycznej Nauk Stosowanych (wcześniej Mazowiecka Uczelnia Medyczna), a od 2022 pełni tam funkcję rektora. Uczestniczy w licznych konferencjach naukowych, specjalizuje się w kwestiach innowacji w prawie oraz naukach medycznych.

### Działalność polityczna
Od 1999 jest członkiem partii Sojusz Lewicy Demokratycznej (obecnie Nowa Lewica). Działalność zaczął jako pierwszy przewodniczący podlaskiej młodzieżówki lewicowej Stowarzyszenia Młodej Lewicy Demokratycznej. Od kwietnia 2017 przewodzi wojewódzkim strukturom Nowej Lewicy w województwie podlaskim. Zasiada w Radzie Krajowej partii.
W wyborach parlamentarnych w 2001 kandydował do Sejmu z 27. miejsca koalicyjnej listy SLD-Unia Pracy. Otrzymał wówczas 681 głosów. W wyborach parlamentarnych w 2019 ponownie kandydował w wyborach do Sejmu, tym razem z drugiego miejsca listy Lewicy. Otrzymał 8293 głosy.